# Rajon Shuriwka
Der Rajon Shuriwka (ukrainisch Згурівський район/Shuriwskyj rajon; russisch Згуровский район/Sgurowski rajon) war eine Verwaltungseinheit innerhalb der Oblast Kiew im Zentrum der Ukraine. Zentrum und Teil des Rajons war Shuriwka, eine Siedlung städtischen Typs.

## Geschichte
Der Rajon wurde am 25. September 1986 gegründet.
Am 17. Juli 2020 kam es im Zuge einer großen Rajonsreform zum Anschluss des Rajonsgebietes an den Rajon Browary.

## Geographie
Der Rajon Shuriwka lag im Osten der Oblast Kiew. Er grenzt im Norden an den Rajon Bobrowyzja und den Rajon Nossiwka, im Osten an den Rajon Pryluky (alle Oblast Tschernihiw), im Süden an den Rajon Jahotyn und im Westen an den Rajon Baryschiwka (beide Oblast Kiew).

## Administrative Gliederung
Auf kommunaler Ebene war der Rajon administrativ in eine Siedlungsratsgemeinde und 20 Landratsgemeinden unterteilt, denen jeweils einzelne Ortschaften untergeordnet waren.

### Siedlungen städtischen Typs
| Siedlungen städtischen Typs | Siedlungen städtischen Typs | Siedlungen städtischen Typs |
| Name                        | Name                        | Name                        |
| ukrainisch transkribiert    | ukrainisch                  | russisch                    |
| --------------------------- | --------------------------- | --------------------------- |
| Shuriwka                    | Згурівка                    | Згуровка (Sgurowka)         |

### Dörfer
| Dörfer                                  | Dörfer                     | Dörfer                                                    | Dörfer             |
| Name                                    | Name                       | Name                                                      | Gemeindezuordnung  |
| ukrainisch transkribiert                | ukrainisch                 | russisch                                                  | Gemeindezuordnung  |
| --------------------------------------- | -------------------------- | --------------------------------------------------------- | ------------------ |
| Arkadijiwka                             | Аркадіївка                 | Аркадиевка (Arkadijewka)                                  | Arkadijiwka        |
| Besuhliwka                              | Безуглівка                 | Безугловка (Besuglowka)                                   | Besuhliwka         |
| Horbatschiwka                           | Горбачівка                 | Горбачовка (Gorbatschowka)                                | Ljubomyriwka       |
| Hretschana Hreblja                      | Гречана Гребля             | Гречаная Гребля (Gretschanaja Greblja)                    | Wosnessenske       |
| Illinske                                | Іллінське                  | Ильинское (Iljinskoje)                                    | Turiwka            |
| Krasne                                  | Красне                     | Красное (Krasnoje)                                        | Krasne             |
| Lewtschenkowe                           | Левченкове                 | Левченково (Lewtschenkowo)                                | Mala Beresanka     |
| Ljubomyriwka (bis 2016 Prawo Schowtnja) | Любомирівка (Право Жовтня) | Любомировка (Ljubomirowka)/Право Жовтня (Prawo Schowtnja) | Ljubomyriwka       |
| Lysohubowa Sloboda                      | Лизогубова Слобода         | Лизогубова Слобода (Lisogubowa Sloboda)                   | Lysohubowa Sloboda |
| Majske                                  | Майське                    | Майское (Maiskoje)                                        | Schewtschenkowe    |
| Mala Beresanka                          | Мала Березанка             | Малая Березанка (Malaja Beresanka)                        | Mala Beresanka     |
| Mala Supojiwka                          | Мала Супоївка              | Малая Супоевка (Malaja Supojewka)                         | Mala Supojiwka     |
| Malyj Krupil                            | Малий Крупіль              | Малый Круполь (Maly Krupol)                               | Welykyj Krupil     |
| Nowa Oleksandriwka                      | Нова Олександрівка         | Новая Александровка (Nowaja Alexandrowka)                 | Nowa Oleksandriwka |
| Nowa Orschyzja                          | Нова Оржиця                | Новая Оржица (Nowaja Orschiza)                            | Nowa Orschyzja     |
| Oleksandryniwka                         | Олександринівка            | Александриновка (Alexandrinowka)                          | Krasne             |
| Oleksijiwka                             | Олексіївка                 | Алексеевка (Alexejewka)                                   | Serediwka          |
| Pajky                                   | Пайки                      | Пайки (Paiki)                                             | Ljubomyriwka       |
| Paskiwschtschyna                        | Пасківщина                 | Пасковщина (Paskowschtschina)                             | Paskiwschtschyna   |
| Polkownytsche (bis 2016 Petriwske)      | Полковниче (Петрівське)    | Полковничье (Polkownitschje)/Петровское (Petrowskoje)     | Turiwka            |
| Schewtschenkowe                         | Шевченкове                 | Шевченково (Schewtschenkowo)                              | Schewtschenkowe    |
| Schtschaslywe (bis 2016 Lenine)         | Щасливе (Леніне)           | Счастливое (Stschastliwoje)/Ленино (Lenino)               | Shuriwka           |
| Schukiwka                               | Жуківка                    | Жуковка (Schukowka)                                       | Schukiwka          |
| Selene                                  | Зелене                     | Зелёное (Seljonoje)                                       | Nowa Orschyzja     |
| Serediwka                               | Середівка                  | Середовка (Seredowka)                                     | Serediwka          |
| Sofijiwka                               | Софіївка                   | Софиевка (Sofijewka)                                      | Wojtowe            |
| Stara Orschyzja                         | Стара Оржиця               | Старая Оржица (Staraja Orschiza)                          | Stara Orschyzja    |
| Stare                                   | Старе                      | Старое (Staroje)                                          | Nowa Oleksandriwka |
| Swoboda                                 | Свобода                    | Свобода                                                   | Besuhliwka         |
| Terleschtschyna                         | Терлещина                  | Терлещина (Terleschtschina)                               | Arkadijiwka        |
| Tscherewky                              | Черевки                    | Черевки (Tscherewki)                                      | Tscherewky         |
| Turiwka                                 | Турівка                    | Туровка (Turowka)                                         | Turiwka            |
| Ursaliwka                               | Урсалівка                  | Урсаловка (Ursalowka)                                     | Turiwka            |
| Ussiwka                                 | Усівка                     | Усовка (Ussowka)                                          | Ussiwka            |
| Welykyj Krupil                          | Великий Крупіль            | Великий Круполь (Weliki Krupol)                           | Welykyj Krupil     |
| Wilne                                   | Вільне                     | Вольное (Wolnoje)                                         | Nowa Oleksandriwka |
| Wojtowe (bis 2016 Woikowe)              | Войтове (Войкове)          | Войтово (Woitowo)/Войково (Woikowo)                       | Wojtowe            |
| Wolodymyrske                            | Володимирське              | Владимирское (Wladimirskoje)                              | Schewtschenkowe    |
| Wosnessenske (bis 2016 Schowtnewe)      | Вознесенське (Жовтневе)    | Вознесенское (Wosnessenskoje)/Жовтневое (Schowtnewoje)    | Wosnessenske       |
| Wyschnewe                               | Вишневе                    | Вишневое (Wischnewoje)                                    | Wosnessenske       |